# Thomasomys cinereiventer
Thomasomys cinereiventer är en däggdjursart som beskrevs av J. A. Allen 1912. Thomasomys cinereiventer ingår i släktet paramoråttor, och familjen hamsterartade gnagare. IUCN kategoriserar arten globalt som livskraftig. Inga underarter finns listade i Catalogue of Life.
Arten förekommer i bergstrakter i Colombia. Den vistas i regioner som ligger mellan 2000 och 3500 meter över havet. Individer hittades i mindre molnskogar.